# Різдвяні ворожіння

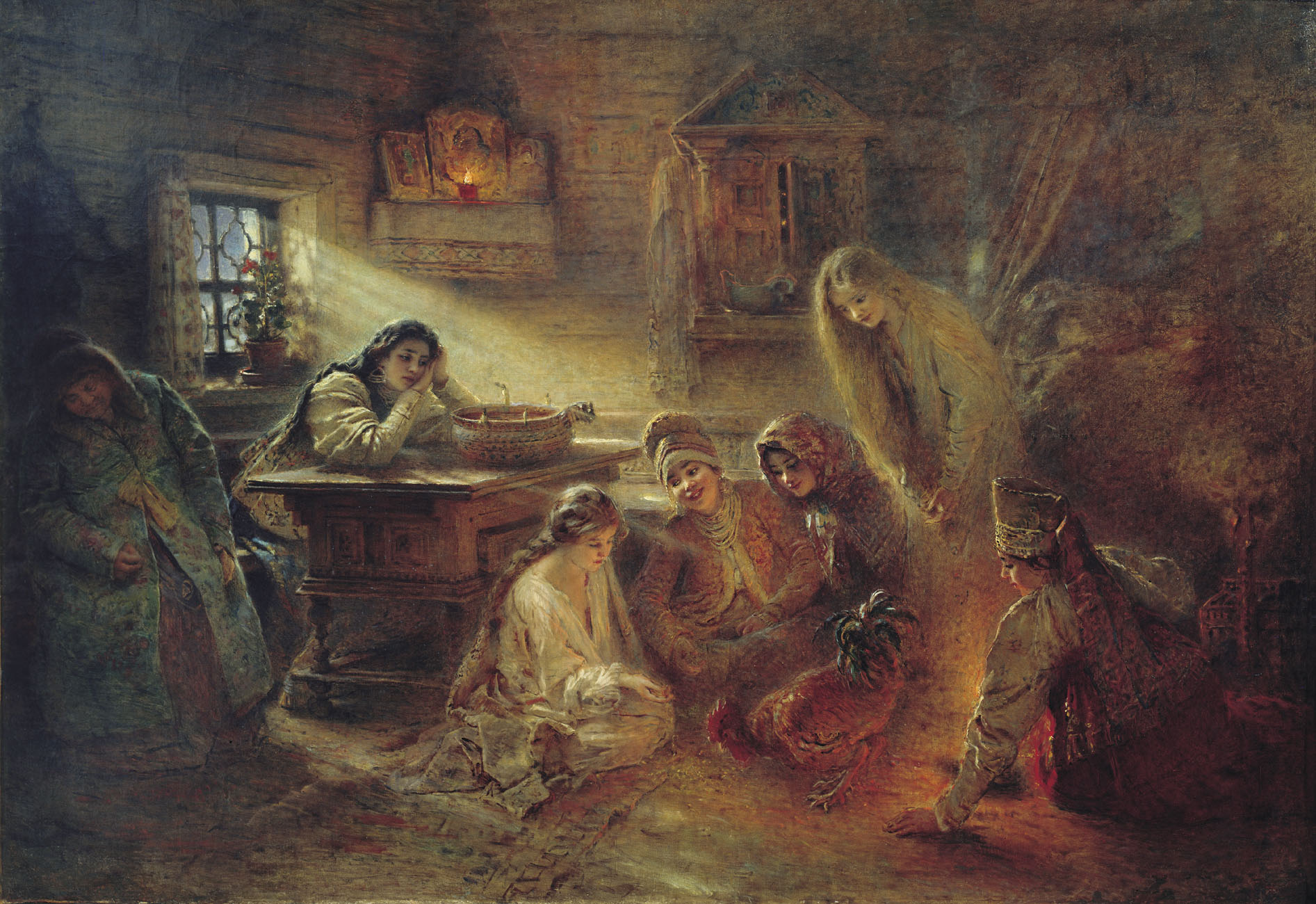
Костянтин Маковський. «Різдвяні гадання». 1990-ті.

Різдвяні ворожіння — ворожіння у слов'янських народів, хронологічно пов'язані з періодом святок, народно-християнських свят між Святвечором та Водохрещем.
Найсприятливішим часом для ворожіння у східних слов'ян вважали Різдвяний, василівський і водохрещенський вечори — переломні, найнебезпечніші періоди, коли «нечисть» особливо сильна.

## Особливості
На відміну від ворожінь в інші календарні періоди, ворожіння на святки мали самостійний характер: вони були ізольовані від інших обрядів, які відбувалися в цей час.
У різдвяних ворожіннях були присутні дві основні теми: ворожіння про врожай і долю, свою і всієї сім'ї, в прийдешньому році.
Ворожіння були однією з головних дівочих розваг на святки, тому що багато дівчат, очікуючи шлюбу, хотіли зазирнути в майбутнє і, хоч за допомогою нечистої сили, дізнатися, кого доля пошле їм в чоловіки та яке життя чекає на неї попереду з цим невідомим чоловіком.

## Ворожіння

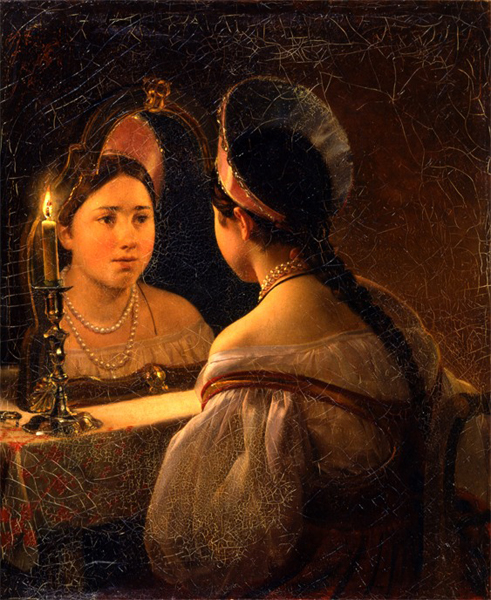
«Ворожіння Світлани» (Карл Брюллов)

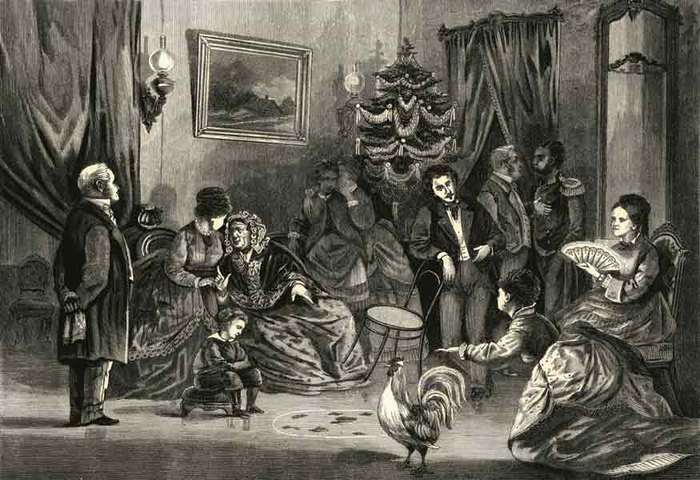
«Різдвяне ворожіння з півнем» (Кампо Веєрман)

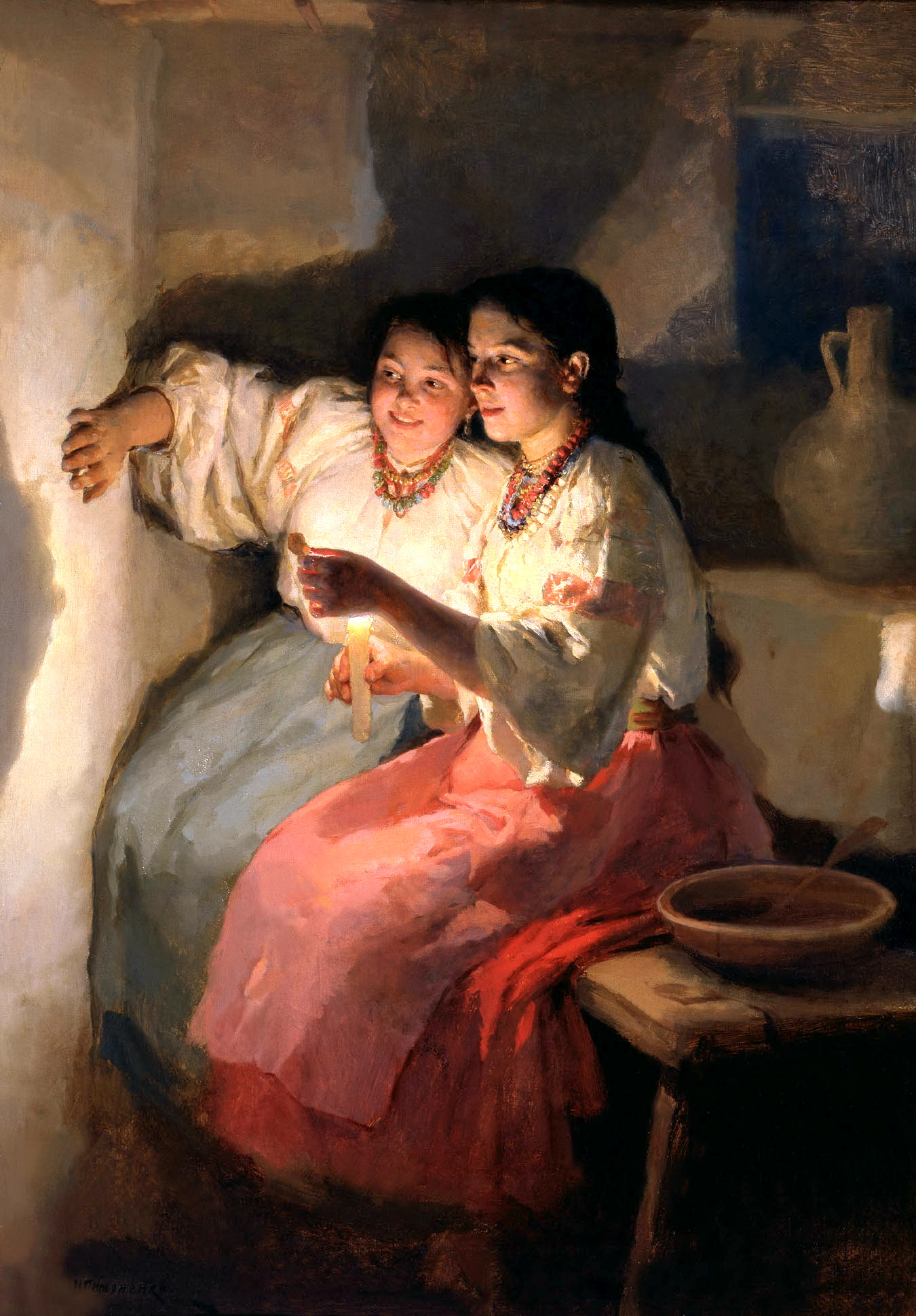
«Різдвяні ворожіння» (Микола Пимоненко)

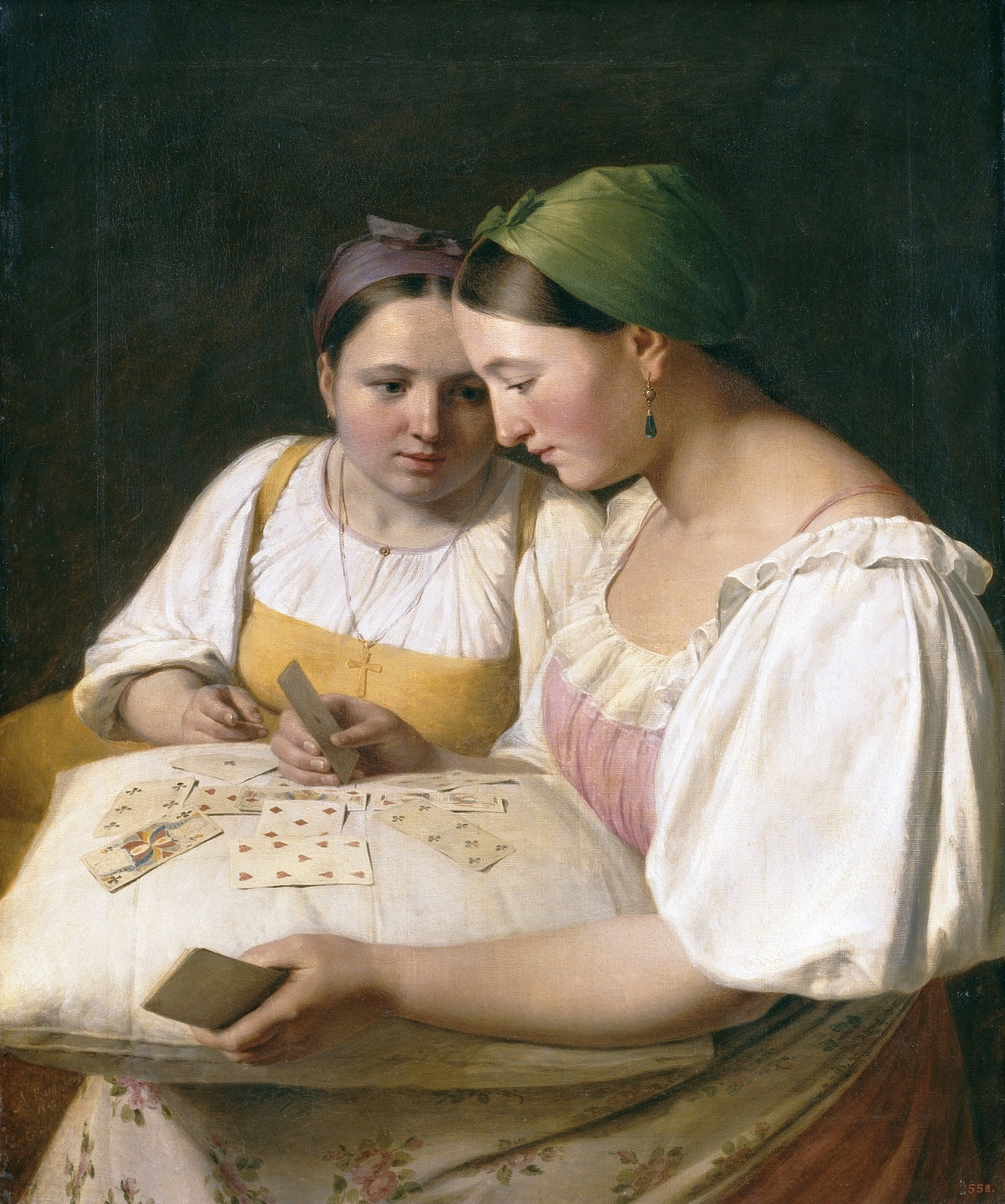
«Ворожіння на долю» (Олексій Венеціанов)

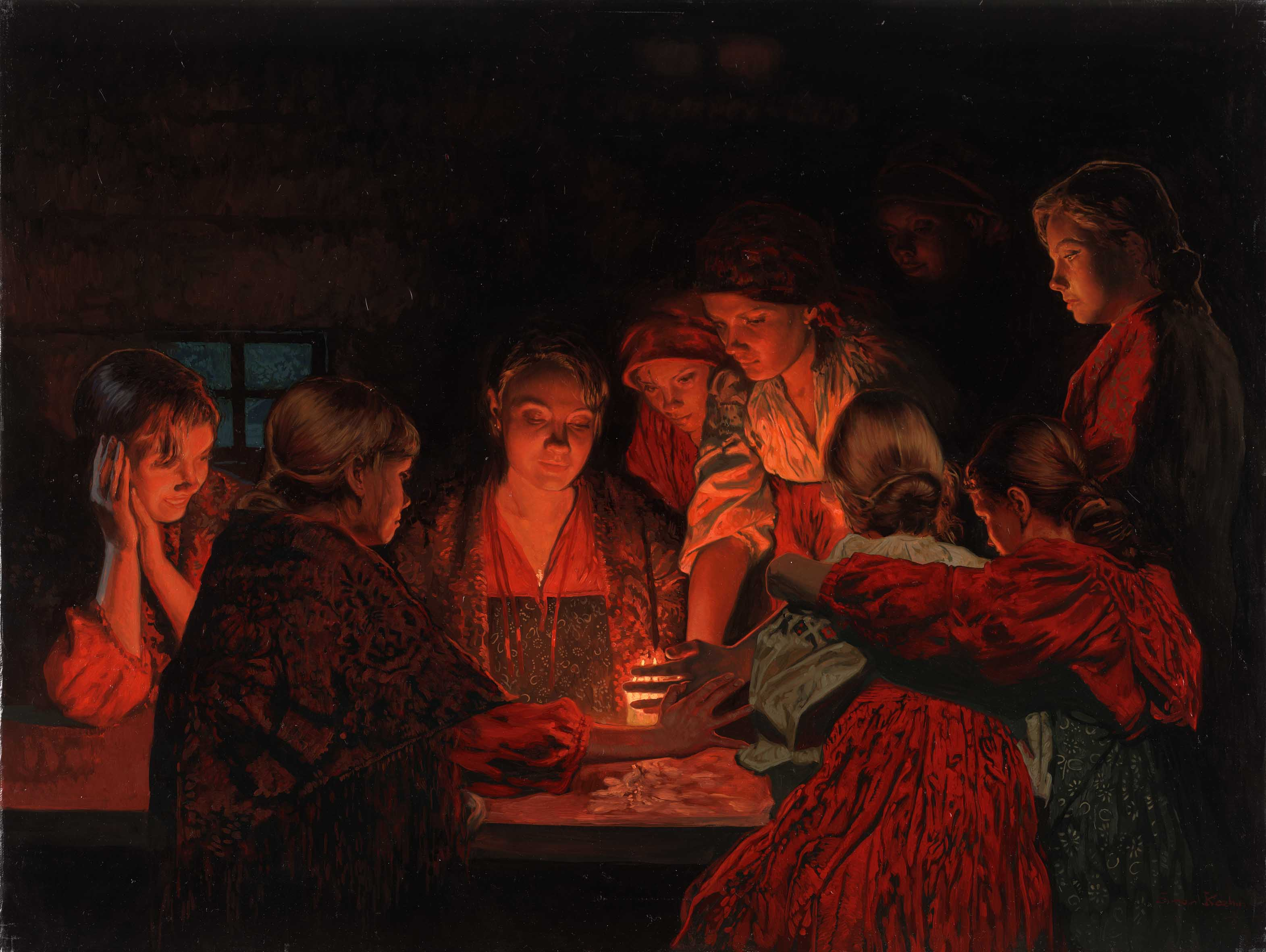
«Різдвяні ворожіння» (Семен Кожин)

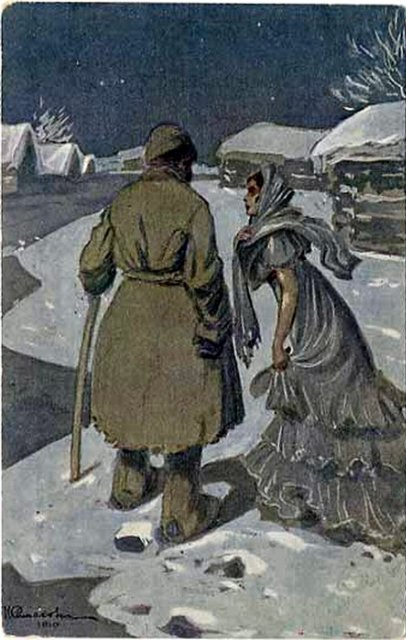
«Оклик перехожого» (автор невідомий)

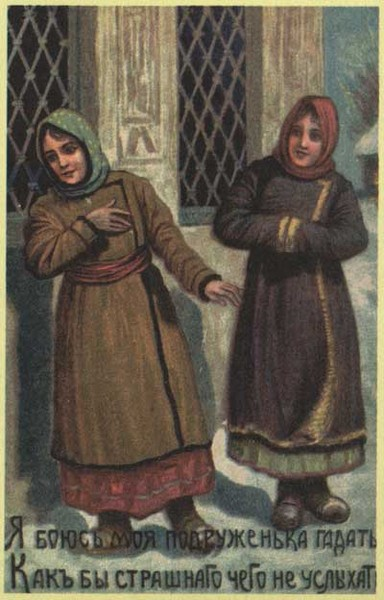
«Ворожіння у святвечір» (автор невідомий)

### Ворожіння з черевиком
Найбільш відомий і поширений вид ворожіння. Дівчата за чергою кидають чобіт, черевичок на дорогу і за напрямком «носка» валянка дізнаються бік, у який підуть до шлюбу.

### Ворожіння з дзеркалами
Добре відоме з літератури ворожіння. Дівчина опівночі сідає в темряві між двома дзеркалами, запалює свічки й починає вдивлятися в «галерею відображень», сподіваючись побачити нареченого.

### Ворожіння зі спалюванням нитки
Полягає в тому, що дівчата відрізають нитки однакової довжини та підпалюють їх. У кого вперед догорить нитка, та перша опиниться одруженою. Якщо нитка згасла одразу і менше половини згоріло, то в шлюб не вступиш.

### Ворожіння з каблучкою або голкою

#### На стать дитини
З каблучкою або голкою проробляють певні дії:
- каблучку опускають у склянку з водою;
- голкою протикають вовняну тканину.

Потім, підвішену на волосині або нитці, повільно опускають біля руки того, на кого ворожать. Якщо предмет (кільце/голка) почне здійснювати кругові рухи — народиться дівчинка (рідше — хлопчик), якщо маятникоподібні — хлопчик (рідше — дівчинка), якщо предмет не рухається — дітей не буде.

#### На образ нареченого
У склянку з водою дівчина кидає обручку й вдивляється всередину каблучки, примовляючи слова: «Суджений мій, ряджений...».

### Ворожіння з півнем/куркою
В одну тарілку насипають зерно або кладуть гроші, в іншу наливають воду, поруч кладуть дзеркало, іноді приносять курку. Півень, що підійшов до дзеркала, символізує красу і ніжність майбутнього нареченого, той, що підійшов до зерна або грошей, — його багатство, до води — схильність до пияцтва, якщо півень підходить до курки, значить, наречений буде бабієм.

### Ворожіння за тінями
Через свою простоту вид ворожіння дуже поширений у сучасному середовищі. Дівчина підпалює зім'ятий нею паперовий аркуш, а потім розглядає тінь від згорілого паперу. Кожна бере чистий аркуш паперу, комкає його, кладе на плоску тарілку і підпалює. Коли аркуш згорить або майже згорить, за допомогою свічки робиться його відображення на стіну. Уважно розглядаючи тіні, намагаються дізнатися майбутнє.

### Ворожіння на гавкіт собаки
Після певних дій учасниці ворожіння прислухаються до гавкоту собаки. «Хрипкий» гавкіт обіцяє старого нареченого, а «дзвінкий» — молодого.

### Ворожіння з викликанням сну про судженого
Ворожать у ніч із четверга на п'ятницю. Лягаючи спати, кажуть: «Четвер із середою, вівторок із понеділком, неділя із суботою. П'ятниця одна і я, молода, одна. Лежу я на Сіонських горах, три ангели в головах: один бачить, інший скаже, третій долю вкаже».
Ворожать дівчата, якщо лягають спати там, де раніше не доводилося. Перед сном кажуть: «На новому місці, наснись наречений нареченій».

### Ворожіння на картах
Перед сном кладуть під подушку чотирьох королів і кажуть: «Хто мій суджений, хто мій ряджений, той наснися мені уві сні». Якщо насниться піковий король — наречений буде старим і ревнивцем, король червеневий означає молодого і багатого, хрестовий — чекай сватів від військового або бізнесмена, а бубновий — від бажаного.

### Ворожіння на воску
Розтоплюють віск у кухлі, наливають молоко в блюдце і ставлять біля порога житла. Вимовляють: «Домовик, хазяїне мій, прийди під поріг попити молочка, поїсти воску». З останніми словами виливають у молоко розтоплений віск. Потім спостерігають за візерунком воску. Якщо бачиться застиглий хрест, — чекають у новому році якісь хвороби. Якщо хрест тільки здасться, то наступного року ваші фінансові справи йтимуть не надто добре, а в особистому житті здолають неприємності, але не надто серйозні. Якщо зацвіте квіткою — буде весілля або зустрінеться коханий. Якщо покажеться звір, треба бути обережною: з'явиться якийсь недруг. Якщо віск потече смужками, чекають дороги, переїзди, а ляже зірочками — очікує удача на службі, у навчанні. Якщо утвориться людська фігурка, з'явиться друг.

### Оклик перехожих
Виходять опівночі на вулицю і запитують ім'я в першого зустрічного. Саме так зватимуть судженого, точно так він буде красивий і багатий.

### Підслуховування
Забираються під вікно сусідів і слухають. Якщо у них з'ясування стосунків із биттям посуду, можна чекати «веселого» року. Якщо в будинку тиша — і у вас рік буде гармонійним.

### Ворожіння на яйці
Для ворожіння беруть сире яйце, роблять у ньому маленьку дірочку і виливають вміст у теплу воду. Коли білок згортається й утворює якусь фігуру, за формою її вгадують майбутнє. Вигляд церкви означає вінчання, перстень — заручини, куб — труну, корабель — відрядження (чоловікові) або повернення чоловіка з відрядження (жінці). Якщо білок опустився на дно — бути в домі біді: пожежі, смерті, дівчині не вступити в шлюб.

### Ворожіння на рубанцях
Підходять до дровітні задом і на дотик вибирають собі поліно. Якщо воно рівне, гладке, без сучків, чоловік попадеться з ідеальним характером. Якщо поліно товсте і важке — чоловік буде заможним. Якщо сучків багато — у сім'ї народиться чимало дітей, а коли поліно криве — чоловік буде косий і кульгавий.

### Ворожіння з викликанням духів
Для ворожіння потрібен аркуш паперу формату А2 і порцелянове блюдце. На папері накреслити коло діаметром приблизно 30 см і написати по лінії поза колом усі літери алфавіту, а в колі — цифри від 0 до 9. Відзначити всередині кола центр і поставити на нього блюдце, попередньо намалювавши на посудині стрілку. Тричі повторити: «Викликаю дух... Ти будеш із нами говорити? Скажи: Так чи ні». Блюдце повинно ходити й стрілкою вказувати на літери та цифри. Потрібно лише встигати це читати.